# Ctenosaura similis
L'iguana nera (Ctenosaura similis) è un sauro della famiglia delle Iguanidae, nativo del Messico e America centrale introdotto negli Stati Uniti in Florida. È la specie più grande del genere Ctenosaura. È la lucertola più veloce del mondo potendo raggiungere i 35 km/h.

## Descrizione
L'iguana possiede delle scaglie sulla lunga coda.
Gli esemplari maschi possono raggiungere il metro e mezzo di lunghezza, mentre le femmine sono più piccole (un metro circa).
La colorazione della pelle varia dal grigio chiaro al grigio scuro, con delle bande più scure.

## Alimentazione
Queste iguane sono prevalentemente erbivore e si cibano di fiori, foglie e frutti, anche se possono cibarsi anche di uova o artropodi.